# Lagynodes electriphilus
Lagynodes electriphilus är en stekelart som beskrevs av Charles Thomas Brues 1940. Lagynodes electriphilus ingår i släktet Lagynodes och familjen trefåresteklar. Inga underarter finns listade i Catalogue of Life.